# Siegfried Hartmann (Politiker)
Siegfried Emmanuel Hartmann (* 14. November 1871 in Solothurn; † 26. September 1941 ebendort) war ein Schweizer Jurist und Politiker im  Kanton Solothurn.

## Leben
Er promovierte in Rechtswissenschaft und war danach längere Zeit als Anwalt tätig. 1908 wurde er dann als Nachfolger von Franz Josef Hänggi in den Regierungsrat gewählt. Dieses Amt übte er bis 1930 aus. In der Folge war er unter anderem auch Verwaltungsrats-Präsident der katholisch orientierten Verlagsdruckerei Union AG.
Hartmann war eine führende Persönlichkeit in der damaligen katholisch-konservativen Volkspartei des Kantons. Für diese sass er vor seinem Regierungsamt auch fünf Jahre im Kantonsrat. 1908 bis 1922 war er gleichzeitig Regierungsrat und katholisch-konservativer Nationalrat.

## Schriften
- Die Persönlichkeit der Kollektivgesellschaft und ihre Verbindung mit Handelsgesellschaften, Diss. Jur. Bern, Solothurn: Buch- und Kunstdruck, Union, 1895